# Équipe de France féminine de football
Cet article traite de l'équipe féminine de football. Pour l'équipe masculine, voir Équipe de France de football.
Pour les articles homonymes, voir Équipe de France.
Maillots
L'équipe de France féminine de football est l'équipe nationale qui représente la France dans les compétitions internationales féminines de football. Sous l'égide de la Fédération française de football (FFF), elle dispute les compétitions internationales majeures comme la coupe du monde, les championnats d'Europe et les Jeux olympiques.
La France est une nation de football féminin importante sur le plan mondial, comme le prouve son classement FIFA où elle se trouve à la 2e place en juin 2024. Malgré un palmarès vierge de titre, la France a participé aux 8 derniers championnats d'Europe et est parvenue à se qualifier à 5 coupes du monde (en 2003, 2011, 2015, 2019 et 2023).
Eugénie Le Sommer détient le record de sélections (200) et celui de buts marqués (94 buts marqués).

## Histoire

### Les années folles (1920-1936)

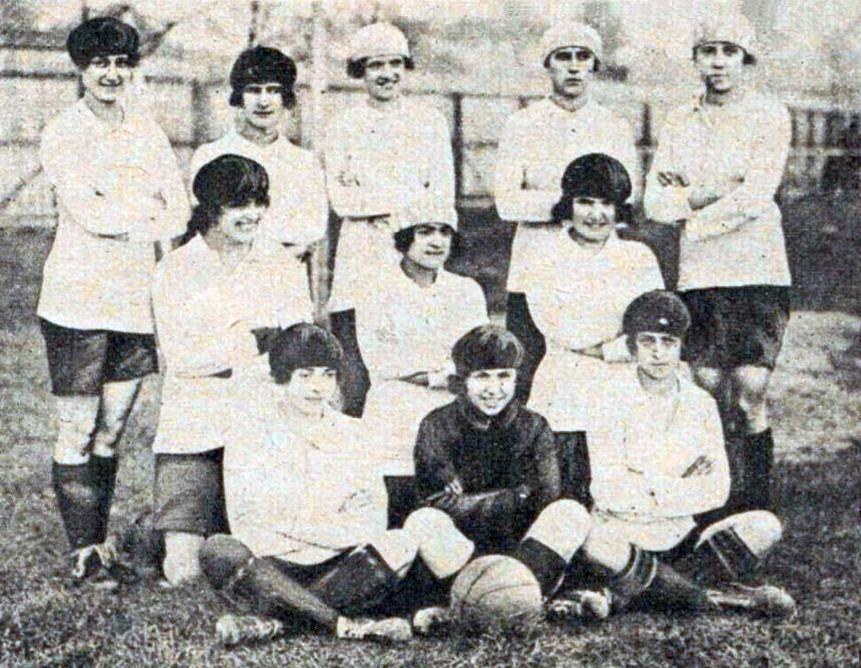
L'équipe de France en octobre 1920.

Le football féminin s'impose en France après la Première Guerre mondiale avec la mise en place d'un championnat de France en 1919 organisé par la FSFSF. Le vendredi 30 avril 1920, à Deepdale, au stade du Preston North End FC, une sélection des meilleures joueuses françaises de la FSFSF rencontre les Dick, Kerr's Ladies FC, la formation anglaise de Preston. Devant 25 000 spectateurs, la France s'incline 2-0. Elle boucle sa première tournée anglaise avec 2 victoires, 1 nul et 1 défaite. Le 31 octobre 1920, 12 000 spectateurs assistent au stade Pershing de Paris au match retour  conclu sur un match nul 1-1.
Une nouvelle tournée anglaise pour l'équipe de France est organisée du 17 au 22 mai 1921. Les Bleues s'inclinent lors de leur premier match (5-1), puis signent trois courtes victoires. En octobre 1921, l'équipe d'Angleterre (en fait, l'équipe de Plymouth Ladies) se déplace en France (Paris le 30, Le Havre le 31) mais, en deux rencontres face à l'équipe de France, aucun but n'est inscrit.
Après 1921, la FFFA n'ouvre plus les colonnes de ses publications à Alice Milliat, présidente de la FSFSF. Les tournées outre-manche se poursuivent malgré l'interdiction du football féminin par la FA le 5 décembre 1921. Ainsi, une tournée a lieu dès le printemps 1922. Battues à Plymouth (2-1), les Bleues concèdent des nuls 0-0 à Exeter et Falmouth. Les matchs ont lieu du 3 au 10 avril 1922.
Le calendrier international se résume à quelques matchs France-Belgique. Le dernier match de l'équipe de France de la FSFSF se tient le 3 avril 1932. C'est un match nul 0-0 face à la Belgique à Bruxelles.
La Ligue de Paris de football féminin, fondée en 1933, reprend le flambeau et met en place une équipe de France et une équipe de Paris. Ces deux formations s'affrontent notamment le 20 mai 1934 à Juvisy (0-0) et le 15 décembre 1934 au Stade de Paris (Saint-Ouen). La sélection française dispute plusieurs matchs internationaux tel les France-Belgique de 1934 au Stade de Paris (Saint-Ouen) ou 1936 au Stade Buffalo (Montrouge).

### Les années interdites (1937-1970)
Après l’élan des années folles, où l’équipe de France féminine dispute plusieurs rencontres internationales, la pratique féminine du football est progressivement freinée. En 1941, le régime de Vichy interdit officiellement le football féminin, jugeant ce sport « inadapté » et « nuisible » pour les femmes. Cette décision s’appuie sur des discours médicaux de l’époque, qui affirment que la pratique serait contraire à la « nature féminine ». Pendant près de trois décennies, les joueuses françaises restent privées de sélection nationale officielle et la pratique survit seulement grâce à quelques initiatives locales et à l’engagement de pionnières passionnées.
Il faut attendre la fin des années 1960 pour voir le football féminin renaître et être de nouveau reconnu par la Fédération française de football. À cette époque, les joueuses françaises, notamment les Rémoises, se mobilisent activement pour faire reconnaître l'existence du football féminin. Un an avant le feu vert fédéral, les Bleues prennent part à une Coupe d'Europe pirate, c’est-à-dire en marge de la FIFA, avec trois autres nations : Angleterre (défaite 2-0 devant 15 000 spectateurs), Danemark et Italie (défaite 1-0 le 1er novembre 1969 devant 5 000 spectateurs). L'Italie est sacrée championne.

### Les années de renaissance (1971-1985)
Après la levée de l’interdiction par la FFF en 1970, les joueuses mettent sur pieds une première Coupe du monde pirate remportée par le Danemark. La France n'est pas présente à cette compétition, mais quelques mois après avoir disputé le premier match officiel FFF le 17 avril 1971 (victoire 4-0 face aux Pays-Bas au stade Damette à Hazebrouck), elle prend part à la deuxième édition qui se tient au Mexique. À Guadalajara, les Bleues peinent en phase de groupe en concédant deux défaites : le 18 août 3-0 contre le Danemark puis le 21 août 1-0 face à l'Italie.
Les joueuses devront répéter encore leurs organisations pirates jusqu'à ce que la FIFA admette l'intérêt d'une telle compétition (1991). L'UEFA cède dès 1982 en prenant en charge l'organisation des championnats d'Europe.
Le premier stage national officiel de la FFF pour l'équipe de France féminine se tient les 4 et 5 avril 1975 à l'institut national du sport pour 24 joueuses (6 de Reims, 4 de Rouen, 3 de Bergerac, 2 de Caluire, et 1 de Metz, Vendenheim, Orléans, Marseille, Plaine, Auxerre, Cavaillon et Limoges, plus l'irlandaise O'Brien de Reims) qui sont convoquées par Pierre Geoffroy.
Les footballeuses du Stade de Reims constituent la meilleure formation française entre la fin des années 1960 et le début des années 1980. Lors du tournoi mondial disputé du 8 au 23 octobre 1978 à Taïwan, c'est la formation rémoise au grand complet qui représente le football féminin français. Les joueuses du Stade enlèvent le titre à égalité parfaite avec les Finlandaises d'Helsinki, phase finale en poule sans finale oblige. Treize équipes prenaient part à cette compétition, dont six en poule finale : le Helsingin Jalkapalloklubi (Finlande), le Sting Soccer Club (en) (États-Unis), le SV Seebach (Suisse), le Hackås IF (sv) (Suède), le Stade de Reims (France) et l’équipe nationale taïwanaise.

### Les années de crise (1985-1998)
Après les espoirs nés durant les années précédentes, et le niveau correct atteint par les meilleures joueuses françaises, l'équipe de France pouvait espérer bien figurer dans les compétitions internationales mais en raison d'un manque de considération de la part de la fédération française, elle est souvent absente des grands tournois internationaux.
Lors des trois précédentes coupes du monde (1971, 1978 et 1988), non officiellement reconnues par la FIFA, la France avait remporté le titre de 1978, avec la Finlande (arrivée ex-aequo). Depuis la mise en place de la coupe du monde sous l'égide de la FIFA à partir de 1991, la France a dû attendre la quatrième édition pour prendre enfin part à la phase finale. Éliminée en phase d'éliminatoire par la Suède en 1991, puis par l'Italie en 1995, enfin par de nouveau l'Italie et la Finlande en 1999.
Deux éditions non officielles du championnat d'Europe ont également eu lieu en 1969 (4e) et 1979 (1er tour). À partir de 1984, l'UEFA met en place une compétition officielle. L'équipe de France a attendu 1997 pour prendre part à sa première phase finale avec la mise en place de la phase de poule en phase finale.
Auparavant, seuls les demi-finalistes prenaient part à la phase finale, et la France se faisait à chaque fois devancer en phase éliminatoire : par l'Italie en 1984, par la Suède, les Pays-Bas et la Belgique en 1987, battue en quarts de finale par l'Italie en 1989 (0-2 ; 1-2),, par la Suède en 1991, par le Danemark en 1993 et l'Italie en 1995. À partir de 1997, la phase finale accueille huit nations : après avoir écarté la Finlande, la France participe donc à sa première phase finale ; tenue en échec par l'Espagne (1-1) au premier match, elle s'impose ensuite contre la Russie (3-1) mais se fait battre par la Suède (1-3), ce qui ne lui permet pas de se qualifier pour les demi-finales.

### Les années Clairefontaine (1998-2006)
Sous l'impulsion d'Aimé Jacquet, le football féminin de haut niveau est pris en charge par les équipes de Clairefontaine. Les joueuses de l'équipe de France A, mais aussi les jeunes joueuses, profitent désormais de plein droit, au même titre que les garçons, des facilités offertes par les structures de Clairefontaine. Sous la houlette d'Élisabeth Loisel, qui remplace Aimé Mignot après le Championnat d'Europe 1997. Si l'équipe de France ne parvient pas à se qualifier à la Coupe du monde 1999. Elle se qualifie de nouveau pour la phase finale du championnat d'Europe en 2001 en devançant l'Espagne, les Pays-Bas et la Suède en phase éliminatoire. Durant la phase finale, elle perd ses deux premiers matchs contre la Norvège (0-3) et le Danemark (3-4) avant de remporter son seul match face à l'Italie (2-0), insuffisant pour se qualifier en demi-finale. Les premiers résultats apparaissent encourageants avec comme point d'orgue la première participation à une Coupe du monde FIFA en 2003. Après avoir terminé deuxième de son groupe d'éliminatoire derrière la Norvège, elle dispute des matchs de barrage contre le Danemark (2-0; 1-1) et contre l'Angleterre, les Bleues s'imposent d'abord 1-0 à Londres puis confirment à Geoffroy-Guichard (1-0) devant plus de 23 000 spectateurs. Cette affluence est d'autant plus importante que le match était diffusé en direct par Canal +.
Initialement prévue en Chine, la Coupe du monde fut déplacée à cause du syndrome respiratoire aigu sévère qui est apparu dans le pays quelques mois précédant l'événement. Les États-Unis sont alors choisis pour organiser le tournoi. Lors de ce Mondial 2003, les Bleues tombent dans un groupe difficile : elles rencontrent successivement la Norvège, la Corée du Sud puis le Brésil. Le parcours des tricolores débute par une défaite 0-2 contre les Norvégiennes. Ainsi, alors que le score est de 0-0 à la mi-temps, Anita Rapp trompe Céline Marty dès la reprise à la 47e minute puis Dagny Mellgren double la mise à la 66e. Les Françaises reprennent espoir lors du deuxième match de poule contre la Corée du Sud au Robert F. Kennedy Memorial Stadium de Washington. À l'issue d'un match tendu (quatre cartons jaunes), la France s'impose en toute fin de match à la 86e minute grâce à une reprise de volée du pied gauche de Marinette Pichon sur un coup de pied arrêté d'Élodie Woock. Les tricolores peuvent se qualifier pour les quarts de finale si elles battent le Brésil. La première mi-temps se termine par un score nul et vierge mais sur un ballon en profondeur de Maycon, Kátia da Silva ouvre le score. Marinette Pichon finit par égaliser dans les arrêts de jeu mais le match nul élimine les Françaises car dans le même temps, les Norvégiennes étrillent la Corée du Sud par 7 buts à 1. Avec quatre points, les coéquipières de Stéphanie Mugneret-Béghé terminent troisième du groupe derrière le Brésil (sept points), la Norvège (six points) et devant la Corée du Sud (0 point).
En 2005, elle participe à se troisième phase finale d'affilée après avoir dominé son groupe éliminatoire la Russie, l'Islande, la Hongrie et la Pologne. En phase finale en Angleterre, elle bat l'Italie (3-1) d'entrée et tient en échec la Norvège (1-1), au troisième décisif contre l'Allemagne (déjà qualifiée pour les demi-finales), la France s'incline (0-3), finalement elle est devancée à la différence de buts par la Norvège et est de nouveau éliminée au premier tour.
Elles échouent en 2006 pour se qualifier au mondial 2007, devancées par l'Angleterre en phase qualificative avec qui elle a eu deux matchs nuls, c'est sa défaite à domicile contre les Pays-Bas (0-1) qui l'élimine.

### Montée en puissance avec Bini (2007-2013)

#### Euro 2009: premier quart de finale
Bruno Bini est nommé sélectionneur le 16 février 2007 et a pour objectif de qualifier la sélection au Championnat d'Europe 2009 et d'y atteindre les quarts de finale. Il avait auparavant mené l'équipe de France féminine des moins de 19 ans au titre européen en 2003. Dans sa campagne qualificative, la France est surprise dès son deuxième match en s'inclinant en Islande 1-0, cette dernière prend alors la tête du groupe devant la France. La France réalise ensuite un sans faute, pendant que l'Islande fait un faux pas en Slovénie (1-2). Lors du dernier match de la phase qualificative, la France accueille l'Islande et prend sa revanche 2-1 à la Roche-sur-Yon, elle évite donc les barrages et se qualifie pour l'Euro 2009. Le tirage au sort désigne les deux finalistes du Championnat d'Europe 2005 dans le groupe de la France — l'Allemagne (tenante du titre et double championne du monde en titre) et la Norvège — ainsi que l'Islande qui de son côté s'est qualifiée par le biais des barrages.

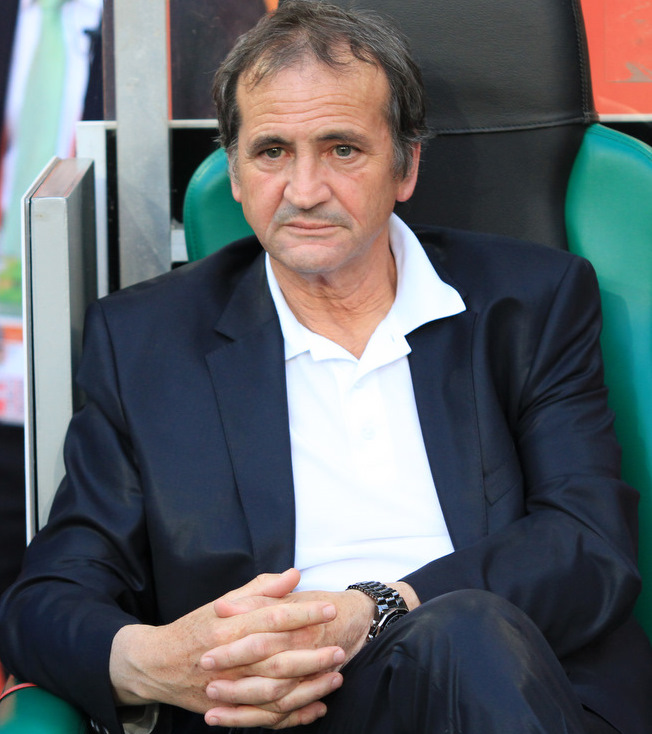
Bruno Bini sélectionneur de l'équipe de France de 2007 à 2013.

À l'Euro 2009, la France s'impose lors de son premier match contre l'Islande (3-1) avant de lourdement s'incliner face à l'Allemagne (1-5). Mais elle termine à la deuxième place du groupe grâce à un nul 1-1 face à la Norvège et se qualifie pour les quarts de finale face aux Pays-Bas. Les Orange s'imposent aux tirs au but (5-4, 0-0 à la fin du temps réglementaire et de la prolongation) dans un match où la France avait pris le jeu à son compte mais manquait d'un « brin de folie pour dérouter les Pays-Bas » selon la capitaine Sandrine Soubeyrand qui fêtait sa 140e sélection à l'occasion de ce match. Le sélectionneur Bruno Bini ajoutait pour sa part : « On a évolué face à une équipe ayant refusé le jeu. Je pense qu'on aurait pu jouer pendant dix ans sans réussir à marquer. »

#### Coupe du monde 2011: première demi-finale

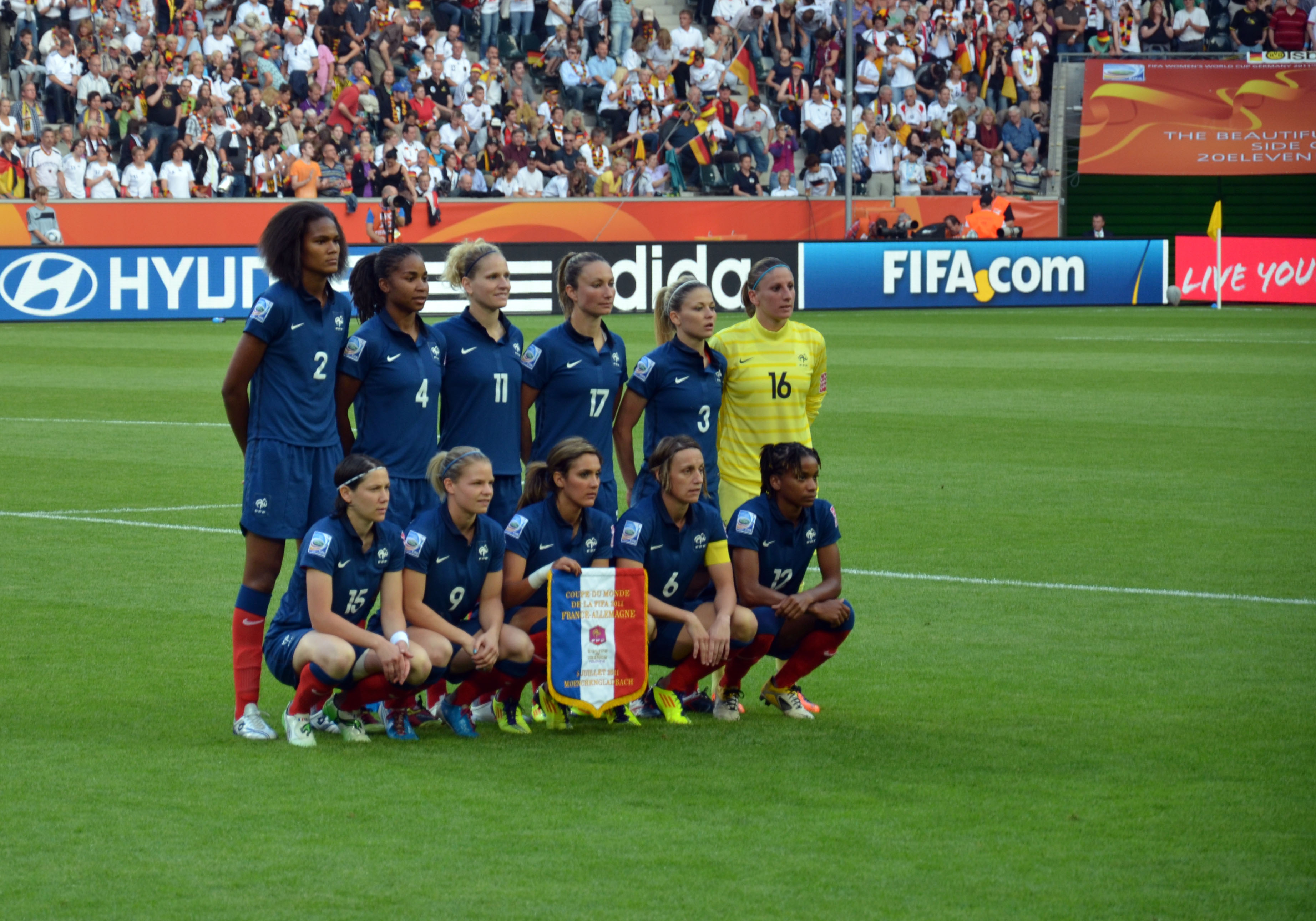
L'équipe de France avant son match contre l'Allemagne à la Coupe du monde féminine de football 2011.

En vue de la qualification pour la Coupe du monde 2011 en Allemagne, les Françaises ont remporté les dix matchs d'éliminatoire, marqué 50 buts pour aucun encaissé.
L'équipe de France féminine participe pendant l'été 2011 à la Coupe du monde en Allemagne. C'est la deuxième fois que la sélection est qualifiée pour la compétition mondiale. La France se classe quatrième de la compétition, son meilleur résultat jusqu'alors, après notamment une victoire contre l'Angleterre en quart de finale.

#### Jeux olympiques 2012: seconde quatrième place
La sélection française dispute les éliminatoires du Championnat d'Europe 2013 à partir de 2011, puis le tournoi de football des Jeux olympiques d'été de 2012 en Angleterre.
L'équipe de France de Bruno Bini remporte le tournoi de Chypre pour la première fois le 6 mars 2012 face aux Canadiennes.
Quelques mois plus tard, aux Jeux Olympiques, la France se trouve confrontée en phase de poules aux États-Unis, vices-championnes du monde, à la Corée du Nord et a la Colombie. Lors du premier match de poule, la France rentre très bien dans son match en menant 2-0 la meilleure équipe du monde (d'après le Classement FIFA) grâce à deux buts signés Gaëtane Thiney (12e) et Marie-Laure Delie (14e), mais encaisse ensuite quatre buts et s'incline donc 4-2 face aux Américaines. Quatre jours plus tard, la France affronte la Corée du Nord. Après l'ouverture du score par Laura Georges sur corner en fin de première mi-temps, les tricolores vont dérouler un festival offensif et s'imposer sur le score 5-0 grâce aux buts de Wendie Renard, Marie-Laure Delie, Élodie Thomis et Camille Catala en deuxième période. La France confirme sa qualification au troisième match de poule en battant la Colombie sur le score modeste de 1-0 (Élodie Thomis 5e).
En quart de finale, la France retrouve l'équipe suédoise qui avait battue la France au match pour la troisième place de la Coupe du monde 2011. Les tricolores, après avoir été menées au score par les scandinaves reprennent l'avantage et se qualifient pour les demi-finales grâce à Wendie Renard et Laura Georges mais aussi leur gardienne Sarah Bouhaddi qui a fait un excellent travail défensif durant ce match. En demi-finales, les Bleues doivent faire face aux championnes du monde en titre, les Japonaises ; malgré une énorme domination française, les Nadeshiko Japan s'imposent 2-1, avec des buts signés Yūki Ōgimi (32e) et Mizuho Sakaguchi (49e) pour le Japon et Eugénie Le Sommer pour la France. Malgré la volonté des bleues et un pénalty tiré par Élise Bussaglia (qui ne trouvera pas le cadre) elles n'arriveront pas à égaliser et devront disputer le match pour la troisième place. L'équipe de France sera opposée au Canada pour la médaille de bronze. Encore une fois, les bleues domineront largement la rencontre mais ne parviendront pas à marquer. La canadienne Diana Matheson ouvrira le score pour son équipe dans les dernières secondes de la partie sur l'unique tir cadré des Canadiennes dans cette rencontre. La France devra une fois de plus digérer la « médaille en chocolat ».

### Stagnation (2013-2018)

#### Euro 2013: déception en quarts
L'équipe de France réalise un sans faute lors des éliminatoires de l'Euro 2013 en s'imposant lors des huit matchs.
Lors de l'Euro 2013, les Bleues finissent premières de leur groupe grâce à trois victoires : 3-1 face à la Russie, 1-0 face à l'Espagne et 3-0 face à l'Angleterre. Elles sont éliminés en quart de finale par le Danemark lors de la séance de tirs au but (1-1 tab 2-4).

#### Coupe du monde 2015: retour en quarts

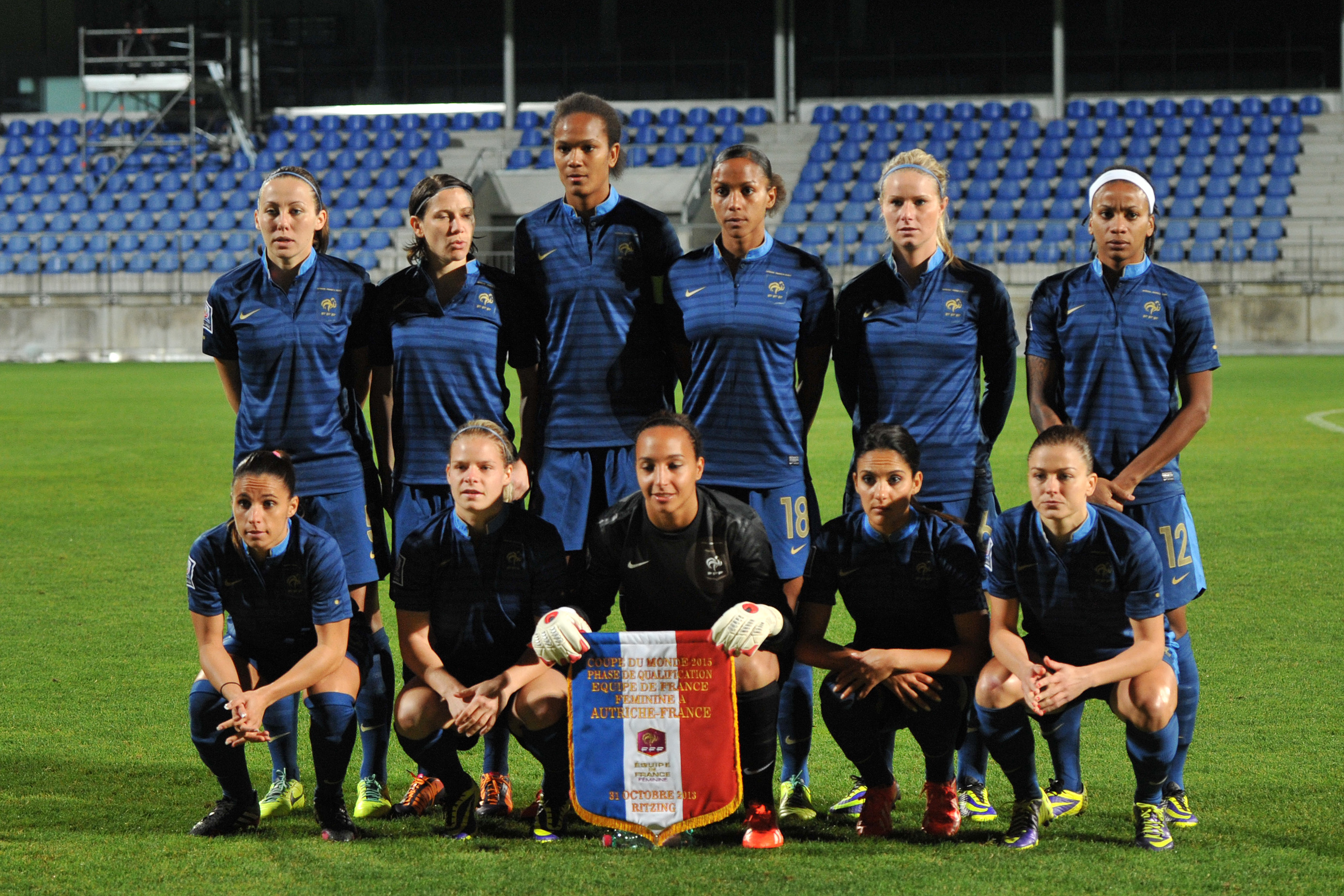
L'équipe de France avant son match contre l'Autriche aux Éliminatoires de la Coupe du monde féminine de football 2015.

Le 30 juillet 2013, Philippe Bergeroo est nommé sélectionneur de l'équipe de France féminine, en lieu et place de Bruno Bini. Bergeroo a pour mission de qualifier l'équipe de France à la Coupe du monde qui se déroulera au Canada en 2015. La France est placée dans la poule 7, avec comme adversaires principaux la Finlande et l'Autriche. Le staff de Bergeroo fait fi du précédent, exit Corinne Diacre notamment. Les joueuses feront aussi sans Sandrine Soubeyrand, Ophélie Meilleroux, afin de faire place à la nouvelle génération. De plus, Bergeroo passe d'un schéma immuable en 4-2-3-1 à un 4-4-2 classique.
Première rencontre de l'ère Bergeroo, un match amical contre la République tchèque au mois de septembre. Une victoire 2-0 à Évry. S'ensuit trois jours plus tard, un déplacement à Astana au Kazakhstan pour le premier match de qualification pour la Coupe du monde, une victoire 4-0 à l'extérieur. Le mois suivant, un nouveau match amical contre la Pologne 6-0 à Beauvais, qui précède un déplacement pour les éliminatoires en Autriche, avec une victoire difficile 3-1 pour les Bleues. En novembre, la France affronte la Bulgarie dans une double confrontation pour le compte des éliminatoires, victoire 10-0 à Lovetch et 14-0 cinq jours plus tard au Mans, dans la MMArena.
En 2014, la France commence l'année par un match amical en février, contre l'équipe de Suède, à Amiens, victoire significative 3-0. Puis la France dispute le tournoi de Chypre 2014. Après un match nul contre l'Écosse (1-1), et une courte victoire (3-2) contre l'Australie, la France étrille les Pays-Bas (3-0), ce qui lui permet d'aller en finale, à la différence de buts. Les Bleues gagnent 2-0 face à l'Angleterre. L'équipe de Bergeroo reprend la route des qualifications pour Mondial et étrille le Kazakhstan 7-0 début avril à Angers, puis l'Autriche 3-1 de nouveau au Mans. En mai, la France affronte la Hongrie à Besançon, victoire 4-0 des Bleues. Afin de se jauger contre des nations de très haut niveau, la France effectue trois matchs amicaux en juin contre le Brésil (0-0 en Guyane) et deux fois les États-Unis (défaite 1-0 à Tampa et match nul 2-2 à Hartford). La France est alors en tête du groupe 7 avec trois points d'avance sur la Finlande. Sous l'ere Bergeroo, la sélection ne connaît jusqu'alors une seule défaite en 17 matchs, amicaux compris. Ces résultats permettent à la France de prendre la 4e place au Classement FIFA.
Au retour de l'intersaison, la France s'envole à Budapest pour un nouvel opus des qualifications, victoire 4-0 des Bleues.
En 2015, l'effectif de l'équipe de France n'est composé essentiellement que de trois formations de club, L'Olympique Lyonnais (12), le Paris-Saint-Germain (7) et Juvisy Essonne (6), respectivement les trois premières équipes du Championnat de France féminin de football de 2013 à 2015. Lors de la coupe du monde 2015, la France est éliminée en quarts de finale par les Allemandes aux tirs au but.

#### Jeux olympiques 2016: le plafond de verre des quarts
Dans le groupe G, la France est opposée à la Nouvelle-Zélande, à la Colombie et aux États-Unis.
Lors de leur premier match, les Françaises marchent sur la Colombie. Elles sont ensuite défaites par les États-Unis (0-1), mais s'imposent lors de leur dernier match face aux Néo-Zélandaises (3-0), grâce notamment à un doublé de Louisa Necib, et valident leur ticket pour les quarts.
En quarts de finale, les Bleues se font défaire par le Canada (1-0).

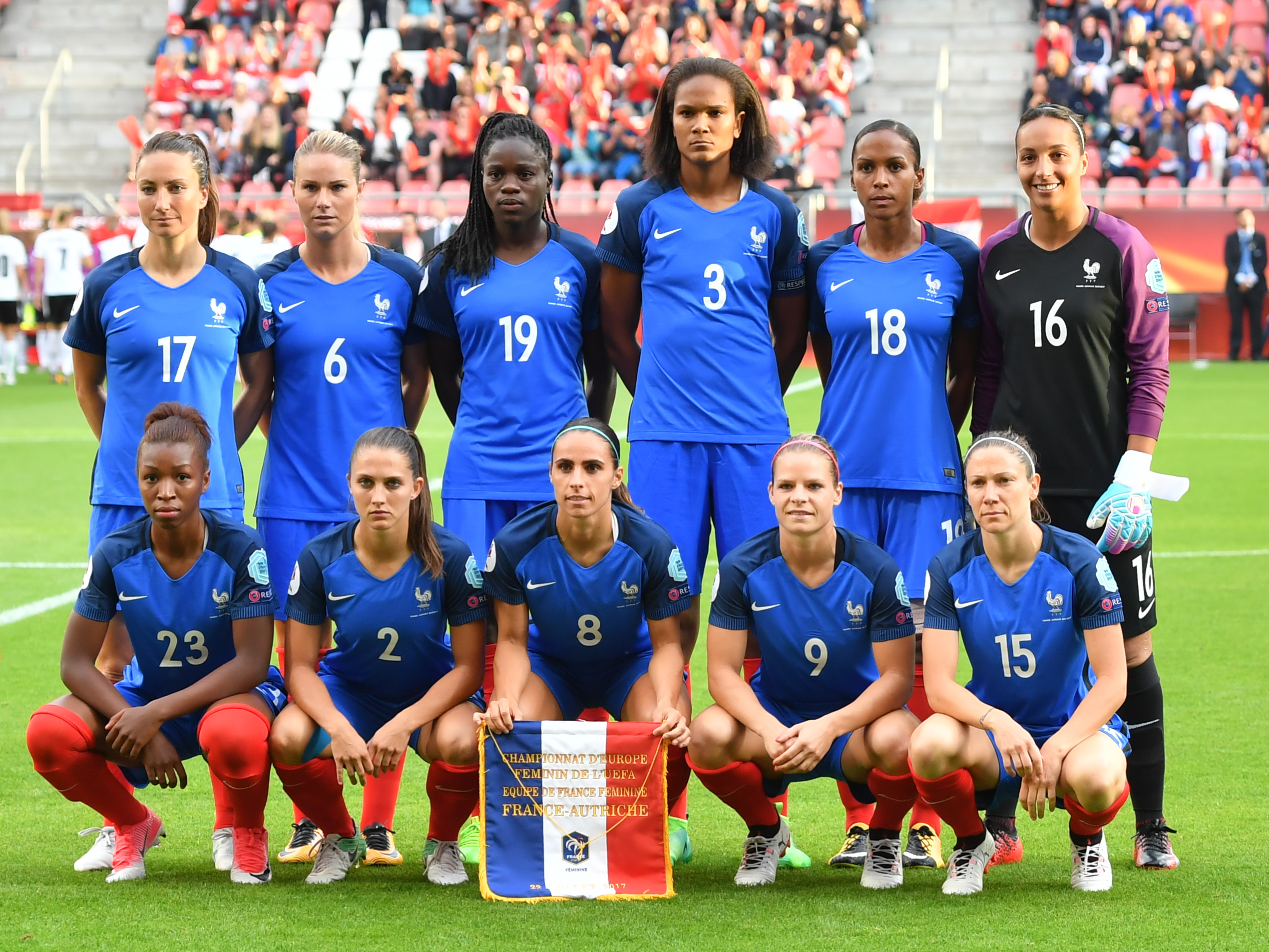
L'équipe de France avant son match contre l'Autriche le 22 juillet 2017 à Utrecht (Pays-Bas) lors de l'Euro 2017

#### Euro 2017: toujours en quarts
Olivier Echouafni est nommé nouveau sélectionneur des Bleues le 9 septembre 2016.
La France hérite du groupe C, composé de l'Islande, de Autriche et de la Suisse.
Les Bleues commencent par une victoire face à l'Islande (1-0) grâce à un pénalty d'Eugénie Le Sommer dans les cinq dernières minutes du match. S'ensuivent deux matchs nuls, face à l'Autriche et face à la Suisse (1-1 lors des deux matchs).
Les Bleues, deuxièmes du groupe, se qualifient donc pour les quarts de finale, elles affronteront l'Angleterre. Les Lionnes les éliminent par l'intermédiaire de Jodie Taylor (1-0).

### L'ère Corinne Diacre: entre ascension et polémiques (2019-2023)
Le 30 août 2017, Corinne Diacre est nommée sélectionneuse de l'équipe de France, pour une durée de quatre ans. Elle a pour mission de préparer l'équipe de France pour la Coupe du monde 2019 qui se déroulera sur son sol et pour laquelle elle est qualifiée d'office en tant que pays hôte.

#### Coupe du monde 2019 à domicile: élimination en quarts qui prive des JO
La France hérite, dans le groupe A, du Nigéria, de la Norvège ainsi que de la Corée du Sud, qu'elle affronte lors du match d'ouverture de la compétition.
Lors de son premier match, la France bat la Corée du Sud sur le score de 4 buts à 0. Dès la 9e minute, Eugénie Le Sommer ouvre le score pour inscrire son 75e but sous le maillot bleu. Ensuite, Wendie Renard marque un doublé de la tête sur deux corners, le premier venant de la droite (servie par Gaëtane Thiney), le second, de la gauche (ballon déposé sur sa tête au point de pénalty par Amel Majri), ce qui permet aux Bleues de mener 3-0 à la pause. En fin de match, c'est Amandine Henry qui scelle la victoire des Tricolores en inscrivant d'une frappe enroulée aux 25 m le but du 4-0.
Ce match d'ouverture réalise un score d'audience impressionnant : 9,8 millions de téléspectateurs l'ont suivi sur TF1 et 980 000 sur Canal+ soit un total avoisinant les 11 millions de téléspectateurs.
Les Bleues enchaînent sur un succès face à la Norvège (2-1) grâce à des réalisations de Valérie Gauvin et Eugénie Le Sommer sur pénalty, malgré un but contre son camp de Wendie Renard. Cette victoire qualifie la France pour les huitièmes de finale de la compétition. Les Bleues assurent leur première place du groupe en battant le Nigéria sur le score de 1-0, grâce à un pénalty retiré transformé par Wendie Renard.
En huitièmes de finale, les Bleues s'imposent face au Brésil sur le score de 2 buts à 1. Grâce à une réalisation de Valérie Gauvin en début de seconde période, après s'être vu refuser un but avec la VAR, les Tricolores ouvrent le score (1-0). L'égalisation de Thaisa à la 65e minute (1-1) amène les deux équipes à se départager en prolongations. C'est Amandine Henry qui délivre les Bleues à la 107e minute, en reprenant un coup franc de Amel Majri. La France retrouve donc les États-Unis en quarts de finale de la compétition, vainqueures de l'Espagne (2-1). Les Bleues s'inclinent finalement face aux Américaines (tenantes du titre et futures vainqueures) sur le score de 2 à 1. Les joueuses de Jill Ellis ouvrent rapidement le score à la 4e minute grâce à un coup franc de Rapinoe (0-1). En seconde période, le match est animé. Les Américaines doublent la mise à la 65e minute, offrant un doublé à Rapinoe. Wendie Renard redonne de l'espoir aux Tricolores à la 81e minute en inscrivant son quatrième but dans la compétition, mais en vain. Conséquence fâcheuse, les Bleues sont absentes des Jeux Olympiques 2020 à Tokyo, faute d'avoir terminé dans les trois meilleures équipes européennes. Petite consolation, la FIFA leur décerne le prix du fair-play.
À domicile, un engouement pour cette équipe de France et pour la compétition en général se crée. Les matchs des Bleues réalisent des audiences télévisuelles records. Pourtant privées de Jeux après l'élimination en quarts face aux États-Unis, Noël Le Graët, président de la Fédération française de football, annonce tout de même que la sélectionneuse tricolore Corinne Diacre resterait à son poste.
À partir de fin 2019, Corinne Diacre connaît des difficultés relationnelles avec ses joueuses cadres. Elle critique Eugénie Le Sommer après le Mondial, le rassemblement de septembre 2019 est tendu[pourquoi ?], une réunion de crise a lieu en début d’année 2020 à la FFF avec Wendie Renard, puis la gardienne Sarah Bouhaddi annonce durant l'été son retrait de l'équipe de France tant que Corinne Diacre sera en poste.
Fin 2020, Corinne Diacre voit encore son management sévèrement remis en question par quelques joueuses cadres de l'équipe de France. Déjà en froid avec Renard et Le Sommer qu'elle continue tout de même de sélectionner, et après le retrait de Bouhaddi, une nouvelle polémique survient quand elle ne sélectionne pas la capitaine Amandine Henry lors du rassemblement du mois d'octobre, évoquant un « choix sportif » lié à son retour de blessure. Reynald Pedros, ancien entraîneur de l'Olympique lyonnais, fustige le comportement de Corinne Diacre : « C’est une relation très compliquée entre les joueuses et la sélectionneuse. Je récupérais les joueuses psychologiquement très affectées. Il fallait à chaque fois discuter, les remettre bien. Elles vont en équipe de France par obligation, pas par plaisir. Elles vont en équipe de France avec la boule au ventre ».
Agacée par toutes les critiques portant sur son management décrit comme « presque militaire », Corinne Diacre réagit lors d'une conférence de presse. « Ce n'est qu'une minorité », selon elle, qui conteste son management. Elle interprète aussi les différentes prises de parole comme un signe de jalousie : « Je sais que la place de sélectionneuse est convoitée. Je ne suis pas dupe. Quand j’entends certains commentaires... j’ai un poste qui fait des jaloux et qui fait rêver ! C’est de bonne guerre ».
Malgré ces altercations, mi-octobre 2020, le contrat de Corinne Diacre est prolongé d'un an par le président de la FFF Noël Le Graët en raison du report l'Euro 2021 à juillet 2022 à la suite de l'épidémie de Covid-19.
Fin octobre 2020, Sarah Bouhaddi la charge publiquement dans une interview : « gagner un titre avec cette sélectionneuse me paraît impossible. Ce sont des mots forts, mais on vit dans un climat très négatif. Beaucoup de joueuses le pensent aussi mais ne le disent pas. (...) Je pourrais mettre mes deux mains à couper que l'équipe de France ne gagnera pas l'Euro (en 2022) si Corinne Diacre reste en poste ».
Le 19 novembre 2020, Corinne Diacre veut mettre fin aux polémiques entourant l'équipe de France. Elle sélectionne à nouveau sa capitaine Amandine Henry, malgré sa prise de parole publique et appelle à l'apaisement : « J’ai entendu les déclarations critiques de ces derniers temps mais le moment n’est pas venu de régler ce problème alors que l’équipe nationale joue son avenir sur le terrain. Nous les réglerons les yeux dans les yeux, je n’utiliserai en aucun cas les médias comme intermédiaire ».
Début février 2021, Noël Le Graët apporte une nouvelle fois son soutien à Corinne Diacre : « Son bilan sportif est très bon ». Il ajoute toutefois que sa communication pourrait être un point à améliorer : « Elle s'est endurcie, peut-être un peu trop... Il y a une meilleure communication à faire sans doute ». En septembre 2021, Gaëtane Thiney, non-appelée depuis près de deux ans, critique à son tour ouvertement les choix de la sélectionneuse de l'équipe de France.

#### Euro 2022: passage d'un cap sur la scène européenne
L'équipe de France se retrouve dans le groupe D composé de l'Italie, la Belgique et l'Islande. Elle débute par une victoire 5-1 face à l'Italie par notamment un triplé de Grace Geyoro ainsi que des buts de Marie-Antoinette Katoto et Delphine Cascarino. Elle enchaîne par une courte victoire face à la Belgique (2-1) par le biais de Kadidiatou Diani et Griedge Mbock. Elle finit par un nul (1-1) face à l'Islande. À l'issue de ses trois matchs, elle est seule en tête de son groupe et accède aux quarts de finale. Les Bleues se qualifient pour les demi-finales en battant les Pays-Bas 1 à 0 (but sur pénalty d'Ève Périsset) après prolongation. Elles échouent aux portes de la finale face à l'Allemagne sur le score de 2 à 1 après un doublé d'Alexandra Popp malgré l'égalisation contre son camp de Merle Frohms sur une frappe de Diani.
Révolte des cadres
Le 24 février 2023, à 5 mois de la Coupe du monde (20 juillet – 20 août) en Australie et en Nouvelle-Zélande, Wendie Renard, Kadidiatou Diani et Marie-Antoinette Katoto annoncent leur mise en retrait de l'équipe de France. La FFF en prend note et rappelle « qu’aucune individualité n’est au-dessus de l’institution Équipe de France ». Selon Le Parisien l'objectif des 3 joueuses est le départ de l'entraineure Corinne Diacre et de son staff et une évolution de la gouvernance autour du football féminin. Le 9 mars 2023, le Comité exécutif de la Fédération française de football met fin à son contrat d'entraineure.

### L'ère Hervé Renard, première finale et désillusions (2023-2024)

#### Coupe du monde 2023: Une nouvelle élimination en quarts
Le 30 mars 2023, Hervé Renard devient le sélectionneur de l'équipe de France féminine.
Avant la Coupe du monde, l’équipe doit faire face à une vague de blessures. En effet, des cadres comme Marie-Antoinette Katoto, Delphine Cascarino, Amandine Henry et Griedge Mbock manquent. Cependant, elle voit le retour de la meilleure buteuse des Bleues Eugénie Le Sommer, écartée depuis 2 ans par Diacre, ainsi que l’arrivée de jeunes joueuses telles que Maëlle Lakrar et Vicki Becho.
Lors de leur premier match le 23 juillet, Les Bleues, privées de Selma Bacha, blessée lors du match de préparation contre le pays hôte australien le 14, est tenue en échec face à la Jamaïque (0-0). Lors du deuxième match le 29 face au Brésil, Les Bleues s’imposent avec la manière 2 buts à 1 avec un but de Le Sommer et un de Renard. Lors du troisième match le 2 août face au Panama, Hervé Renard décide de faire tourner l’effectif. Le résultat sera tout de même une domination française avec une victoire 6 buts à 3 dont un triplé de Diani.
La France termine donc première de son groupe et retrouve le Maroc en 8es. Le 8 août, le match voit une nette domination française avec une victoire 4-0 avec une doublé de Le Sommer.
En quart, elle retrouve l’Australie pays hôte qui l’avait battue avant la Coupe du monde. Au terme de 120 minutes équilibrées, le score reste vierge (0-0). L’équipe de France sort aux tirs au but au terme d’une séance marquée par de nombreux rebondissements (7 T.A.B à 6).

#### Finaliste de la première Ligue des Nations féminine
À la suite de cette Coupe du monde, la France entame la première Ligue des Nations féminine de l'UEFA dans laquelle elle est placée dans le groupe 2 avec la Norvège, le Portugal et l'Autriche. Avec 5 victoires en 6 matchs (nul face à la Norvège), la France est la seule équipe invaincue et se qualifie pour la phase finale de la Ligue des Nations.
Le 23 février 2024, la France bat l'Allemagne devant plus de 30 000 personnes à Lyon, et se qualifie pour la première finale de son histoire en match officiel.
Le 28 février, elle s'incline contre l'Espagne à Séville sur le score de 2 buts à 0.

#### Jeux olympiques de Paris 2024: Nouvelle désillusion en quarts à domicile
La France est d'ores et déjà qualifiée pour le tournoi des Jeux olympiques de Paris en 2024 en tant que pays hôte.
Elle hérite du groupe A en compagnie de la Colombie, du Canada et de la Nouvelle-Zélande. La France gagne à Lyon mais se fait peur d'entrée face à la Colombie (3-2) alors qu'elle menait (3-0) à la mi-temps avec un doublé de Marie-Antoinette Katoto et un but de Kenza Dali. Elle perd ensuite face au Canada (1-2) au stade Geoffroy-Guichard, alors qu'elle avait ouvert le score en première mi-temps, avec un but de Vanessa Gilles dans les derniers instants de la rencontre. Elle clôt la phase de groupe à Lyon par une victoire convaincante contre la Nouvelle-Zélande avec un nouveau doublé de Marie-Antoinette Katoto.
En quarts, au stade de la Beaujoire de Nantes, elle hérite du Brésil qui a fini parmi les meilleures troisièmes derrière l'Espagne et le Japon. Le Brésil est également en partie décimée par les blessures ainsi que la suspension de sa légende Marta. Au terme d'un match relativement décevant marqué par un pénalty manqué de Sakina Karchaoui au quart d'heure de jeu et de nombreux montants trouvés par Griedge Mbock et Sakina Karchaoui, l'équipe de France est défaite (0-1) avec un but de Portillho à la 82e minute. Cela marque une nouvelle défaite en quarts de finale, une contre-performance compte tenu du groupe et de l'envie d'aller chercher une médaille à domicile.

### Nomination de Laurent Bonadei
Le 23 août 2024, Laurent Bonadei est nommé sélectionneur de l'équipe de France féminine pour une durée de trois ans, soit jusqu’au 31 août 2027,,.

## Résultats de l'équipe de France

### Palmarès
Le tableau suivant représente les meilleures performances de l'équipe de France féminine de football dans les différentes compétitions internationales officielles.
| Compétitions internationales                                           | Compétitions continentales                                                             | Trophées divers |
| ---------------------------------------------------------------------- | -------------------------------------------------------------------------------------- | --- |
| - Coupe du monde : - 4e en 2011 - Jeux Olympiques d'été : - 4e en 2012 | - Championnat d'Europe : Demi-finale en 2022 - Ligue des nations : - Finaliste en 2024 | - Tournoi de France : · (2020, 2022 et 2023) - Tournoi de Chypre : · (2012 et 2014) - Tournoi de l'Algarve : · (2015) - SheBelieves Cup : · (2017) |

### Parcours dans les compétitions internationales
| Compétition           | Participations | V | F | 1/2 | 1/4 | 1/8 | 1er |
| --------------------- | -------------- | - | - | --- | --- | --- | --- |
| Coupe du monde        | 5/9            | - | - | 1   | 3   | -   | 1   |
| Jeux olympiques d'été | 3/8            | - | - | 1   | 2   | /   | -   |
| Championnat d'Europe  | 8/14           | - | - | 1   | 4   | /   | 3   |

#### Coupe du monde
| Édition | Performance   |      | Édition          | Performance |                  | Édition | Performance |
| 1991    | Non qualifiée | 2007 | Non qualifiée    | 2023        | Quarts de finale |         |             |
| 1995    | Non qualifiée | 2011 | 4e               | 2027        | -                |         |             |
| 1999    | Non qualifiée | 2015 | Quarts de finale | 2031        | -                |         |             |
| 2003    | 1er tour      | 2019 | Quarts de finale | 2035        | -                |         |             |

#### Jeux olympiques
| 1996 | Non qualifiée | 2012 | 4e               | 2028 | - |
| 2000 | Non qualifiée | 2016 | Quarts de finale | 2032 | - |
| 2004 | Non qualifiée | 2020 | Non qualifiée    |      |   |
| 2008 | Non qualifiée | 2024 | Quarts de finale |      |   |

#### Championnat d'Europe
| 1984 | Non qualifiée | 1995 | Non qualifiée   | 2013 | Quart de finale |
| 1987 | Non qualifiée | 1997 | 1er tour        | 2017 | Quart de finale |
| 1989 | Non qualifiée | 2001 | 1er tour        | 2022 | Demi-finale     |
| 1991 | Non qualifiée | 2005 | 1er tour        | 2025 | Quart de finale |
| 1993 | Non qualifiée | 2009 | Quart de finale |      |                 |

#### Ligue des nations
| Édition   | Ligue | Classement final | Phase de groupe      | Phase de groupe | Phase de groupe | Phase de groupe | Phase de groupe | Phase de groupe | Phase de groupe | Phase de groupe | Phase finale | Phase finale | Phase finale | Phase finale | Phase finale | Phase finale | Phase finale | Phase finale |
| Édition   | Ligue | Classement final | Classement de groupe | Pts             | J               | G               | N               | P               | bp              | bc              | Pays hôte    | Résultat     | J            | G            | N            | P            | bp           | bc           |
| --------- | ----- | ---------------- | -------------------- | --------------- | --------------- | --------------- | --------------- | --------------- | --------------- | --------------- | ------------ | ------------ | ------------ | ------------ | ------------ | ------------ | ------------ | ------------ |
| 2023-2024 | A     | 2e               | 1/4                  | 16              | 6               | 5               | 1               | 0               | 9               | 1               | 2024         | Finaliste    | 2            | 1            | 0            | 1            | 2            | 3            |
| 2025      | A     |                  | 1/4                  | 18              | 6               | 6               | 0               | 0               | 14              | 2               | 2025         | Qualifiée    |              |              |              |              |              |              |
| Total     | Total | Total            | Total                | Total           | 12              | 11              | 1               | 0               | 23              | 3               | Total        | Total        | 2            | 1            | 0            | 1            | 2            | 3            |

### Classement FIFA
Le classement mondial féminin de la FIFA est mis en place depuis le 16 juillet 2003, lors de l'instauration de celui-ci (qui est mis à jour tous les trois mois), la France pointe à la 9e place de ce classement et est la cinquième nation européenne derrière la Norvège, l'Allemagne, la Suède et le Danemark. Elle grimpe de deux places en juin 2004 pour une septième place et quatrième nation européenne dépassant le Danemark. Fin 2004, elle redescend à la 9e place. En mars 2005, elle atteint alors son meilleur rang avec une cinquième place et troisième nation européenne derrière l'Allemagne et la Norvège, place qu'elle conserve jusqu'à décembre 2005 où elle redescend à la 7e place. Elle reprend la 5e place en mars 2006 mais termine l'année à la 7e place. Elle reste 7e de ce classement jusqu'en juin 2008 où elle perd une place au détriment du Danemark. Elle reste à la même place lors de l'année 2009 pour se classer 8e nation en juin 2009 derrière les États-Unis, le Brésil, l'Allemagne, la Suède, la Corée du Nord, le Danemark et le Japon. Après l'Euro 2009, elle perd deux places pour se situer à la dixième place.
Depuis l'instauration de ce classement, la France s'est toujours située dans le top 10 mondial, atteignant un premier palier en mars 2005 puis en avril 2006 avec une 5e place. Entre 2007 et 2012, elle oscille entre la 7e et la 10e place mondiale et toujours dans le top 5 européen, malgré une non-participation à la Coupe du monde 2007, aux tournois olympiques en 2004 et 2008 et deux Championnats d'Europe qui se sont soldés par une élimination au premier tour. À partir de 2012, la France a recommencé son ascension au classement. Elle a atteint la 3e place plusieurs fois entre 2018 et 2023 et notamment durant toute l'année 2020. En 2024, la France atteint pour la première fois de son histoire la 2e place du classement en étant juste derrière l'Espagne. Suite aux Jeux Olympiques 2024, la France baisse à la 10e place, une première dans son histoire.
| #    | 2003 | 2004 | 2005 | 2006 | 2007 | 2008 | 2009 | 2010 | 2011 | 2012 | 2013 | 2014 | 2015 | 2016 |
| ---- | ---- | ---- | ---- | ---- | ---- | ---- | ---- | ---- | ---- | ---- | ---- | ---- | ---- | ---- |
| Rang | 9    | 9    | 7    | 7    | 7    | 8    | 9    | 8    | 6    | 5    | 5    | 3    | 3    | 3    |
| #    | 2017 | 2018 | 2019 | 2020 | 2021 | 2022 | 2023 | 2024 | 2025 | 2026 | 2027 | 2028 | 2029 | 2030 |
| Rang | 6    | 3    | 4    | 3    | 4    | 5    | 3    | 11   |      |      |      |      |      |      |

| #    | 2003 | 2004 | 2005 | 2006 | 2007 | 2008 | 2009 | 2010 | 2011 | 2012 | 2013 | 2014 | 2015 | 2016 |
| ---- | ---- | ---- | ---- | ---- | ---- | ---- | ---- | ---- | ---- | ---- | ---- | ---- | ---- | ---- |
| Rang | 5    | 5    | 4    | 4    | 4    | 5    | 5    | 4    | 3    | 2    | 2    | 2    | 2    | 2    |
| #    | 2017 | 2018 | 2019 | 2020 | 2021 | 2022 | 2023 | 2024 | 2025 | 2026 | 2027 | 2028 | 2029 | 2030 |
| Rang | 3    | 2    | 3    | 2    | 3    | 4    | 2    | 6    |      |      |      |      |      |      |

## Personnalités historiques de l'équipe de France féminine

### Records
| #  | Joueuse               | Carrière  | Sélections | Buts |
| -- | --------------------- | --------- | ---------- | ---- |
| 1  | Eugénie Le Sommer     | 2009-2025 | 200        | 94   |
| 2  | Sandrine Soubeyrand   | 1997-2013 | 198        | 17   |
| 3  | Élise Bussaglia       | 2003-2019 | 192        | 30   |
| 4  | Laura Georges         | 2001-2018 | 188        | 7    |
| 5  | Camille Abily         | 2001-2017 | 183        | 37   |
| 6  | Wendie Renard         | 2011-2025 | 168        | 39   |
| 7  | Gaëtane Thiney        | 2007-2019 | 163        | 58   |
| 8  | Sonia Bompastor       | 2000-2012 | 156        | 19   |
| 9  | Sarah Bouhaddi        | 2004-2020 | 149        | 0    |
| 10 | Louisa Necib-Cadamuro | 2005-2016 | 145        | 36   |

| #  | Joueuse                 | Carrière  | Buts | Sélections | Moyenne |
| -- | ----------------------- | --------- | ---- | ---------- | ------- |
| 1  | Eugénie Le Sommer       | 2009-2025 | 94   | 200        | 0,48    |
| 2  | Marinette Pichon        | 1994-2006 | 81   | 112        | 0,72    |
| 3  | Marie-Laure Delie       | 2009-2017 | 65   | 123        | 0,53    |
| 4  | Gaëtane Thiney          | 2007-2019 | 58   | 163        | 0,36    |
| 5  | Marie-Antoinette Katoto | 2018-     | 40   | 58         | 0,69    |
| 6  | Wendie Renard           | 2011-2025 | 39   | 168        | 0,23    |
| 7  | Camille Abily           | 2001-2017 | 37   | 183        | 0,2     |
| 8  | Louisa Necib-Cadamuro   | 2005-2016 | 36   | 145        | 0,25    |
| 9  | Élodie Thomis           | 2005-2017 | 32   | 141        | 0,23    |
| 10 | Hoda Lattaf             | 1997-2007 | 31   | 111        | 0,28    |

Dernière mise à jour le 5 juillet 2025.

### Sélectionneurs
| #     | Nom                  | Début            | Fin              | Durée                     | Matches | Victoires | Nuls | Défaites | % Victoires |
| ----- | -------------------- | ---------------- | ---------------- | ------------------------- | ------- | --------- | ---- | -------- | ----------- |
| 1     | Pierre Geoffroy      | janvier 1971     | juin 1978        | 7 ans et 5 mois           | 21      | 4         | 5    | 12       | 19,05       |
| 2     | Francis-Pierre Coché | juillet 1978     | mai 1987         | 8 ans et 10 mois          | 36      | 11        | 10   | 15       | 30,56       |
| 3     | Aimé Mignot          | juin 1987        | juillet 1997     | 10 ans et 1 mois          | 82      | 37        | 17   | 28       | 45,12       |
| 4     | Élisabeth Loisel     | août 1997        | janvier 2007     | 9 ans et 5 mois           | 113     | 60        | 23   | 30       | 53,10       |
| 5     | Bruno Bini           | 16 février 2007  | 30 juillet 2013  | 6 ans, 5 mois et 14 jours | 98      | 68        | 16   | 14       | 69,39       |
| 6     | Philippe Bergeroo    | 30 juillet 2013  | 9 septembre 2016 | 3 ans, 1 mois et 10 jours | 55      | 42        | 5    | 8        | 76,36       |
| 7     | Olivier Echouafni    | 9 septembre 2016 | 30 août 2017     | 11 mois et 21 jours       | 15      | 8         | 6    | 1        | 53,33       |
| 8     | Corinne Diacre       | 30 août 2017     | 9 mars 2023      | 5 ans, 6 mois et 7 jours  | 72      | 57        | 7    | 8        | 79,17       |
| 9     | Hervé Renard         | 30 mars 2023     | 3 août 2024      | 1 an, 4 mois et 4 jours   | 28      | 19        | 3    | 6        | 67,86       |
| 10    | Laurent Bonadei      | 23 août 2024     | en cours         | 10 mois et 22 jours       | 16      | 13        | 1    | 2        | 81,25       |
| Total |                      |                  |                  |                           | 536     | 319       | 93   | 124      | 59,51       |

## Effectif actuel

### Appelées récemment
Les joueuses suivantes ne font pas partie du dernier groupe appelé mais ont été retenues en équipe nationale lors des 12 derniers mois.
Les joueuses qui comportent le signe  sont blessées ou malades au moment de la dernière convocation.
| Pos. | Nom                  | Date de naissance | Sél. | Buts | Club                | Dernier appel               |
| ---- | -------------------- | ----------------- | ---- | ---- | ------------------- | --------------------------- |
| AT   | Kessya Bussy         | 19 juin 2001      | 7    | 1    | Paris FC            | vs Islande, 3 juin 2025     |
| GB   | Marie Petiteau       | 12 juin 2002      | 0    | 0    | Montpellier         | vs Norvège, 8 avril 2025    |
| MT   | Kenza Dali           | 31 juillet 1991   | 76   | 13   | San Diego Wave      | vs Norvège, 8 avril 2025    |
| AT   | Eugénie Le Sommer    | 18 mai 1989       | 200  | 94   | Lyon                | vs Norvège, 8 avril 2025    |
| DF   | Wendie Renard        | 20 juillet 1990   | 168  | 39   | Lyon                | vs Norvège, 8 avril 2025    |
| GB   | Marie-Morgane Sieber | 15 juillet 2002   | 0    | 0    | Guingamp            | vs Espagne, 3 décembre 2024 |
| DF   | Estelle Cascarino    | 5 février 1997    | 18   | 1    | Juventus            | vs Espagne, 3 décembre 2024 |
| DF   | Jade Le Guilly       | 18 juin 2002      | 2    | 0    | Paris Saint-Germain | vs Espagne, 3 décembre 2024 |
| MT   | Margaux Le Mouël     | 8 août 2001       | 2    | 0    | Paris FC            | vs Espagne, 3 décembre 2024 |
| AT   | Vicki Becho          | 3 octobre 2003    | 19   | 2    | Lyon                | vs Espagne, 3 décembre 2024 |
| AT   | Naomie Feller        | 6 novembre 2001   | 7    | 1    | Real Madrid         | vs Espagne, 3 décembre 2024 |
| DF   | Maelys Mpome         | 23 février 2003   | 0    | 0    | Chelsea             | vs Suisse, 29 octobre 2024  |
| MT   | Julie Dufour         | 29 mai 2001       | 8    | 0    | Paris FC            | vs Suisse, 29 octobre 2024  |
| AT   | Cindy Caputo         | 7 février 1999    | 2    | 0    | Saint-Étienne       | vs Suisse, 29 octobre 2024  |
| GB   | Solène Durand        | 20 novembre 1994  | 4    | 0    | Sassuolo            | vs Brésil, 3 août 2024      |
| DF   | Ève Périsset         | 24 décembre 1994  | 61   | 4    | Chelsea             | vs Brésil, 3 août 2024      |
| MT   | Léa Le Garrec        | 9 juillet 1993    | 15   | 2    | Al-Qadsiah          | vs Brésil, 3 août 2024      |

## Soutien et image
Malgré une qualification à la Coupe du monde 2003 et quatre qualifications d'affilée au Championnat d'Europe (entre 1997 et 2009), l'équipe de France est relativement ignorée par les médias français. Son sélectionneur Bruno Bini constate lors de l'Euro 2009 l'absence totale de médias français à l'occasion de cette compétition et a « le sentiment que les journalistes sportifs ne trouvent pas digne d'intérêt le football féminin ». Les matchs de l'équipe de France lors de l'Euro 2009 sont diffusés sur la chaîne Eurosport, au premier tour, deux matchs y sont en direct (contre l'Islande et l'Allemagne) tandis que le match contre la Norvège est en différé. Après cet Euro 2009, la chaîne Direct 8, qui a acquis les droits télévisuels, s'engage à retransmettre au moins trois matchs de l'équipe de France par saison sur la période 2009-2013.
Pourtant, la France est parvenue lors d'un match de barrage pour la qualification à la Coupe du monde 2003 contre l'Angleterre à rassembler 23 680 spectateurs au Stade Geoffroy-Guichard, match retransmis sur la chaîne Canal+ sous l'impulsion d'Aimé Jacquet. C'est la première fois que la sélection française était retransmise sur une chaîne nationale dans son histoire.
Devant l’indifférence des médias, la Fédération française de football avait lancé, en 2009, une campagne de promotion. Elle faisait poser nues quatre joueuses de l'équipe de France avec ce message : « Faut-il en arriver là pour que vous veniez nous voir jouer ? ».
La campagne eut un certain impact mais rien n'est moins sûr quant à la valorisation des qualités sportives des joueuses, bien au contraire, au grand désespoir de leur entraîneur : « Nous n’avons jamais eu autant de demandes d’interviews que depuis la publication de ces photos. Ça prouve qu’on est dans un monde de machos et de “beaufs” ».
Dans la même veine, la FFF a nommé en 2010 Adriana Karembeu ambassadrice du football féminin. Le choix d’une personnalité femme de joueur et mannequin illustre à juste titre pour nombres d'observatrices que la pratique sportive de haut niveau reste considérée comme illégitime pour les femmes.
L'espoir naît pourtant de l'excellent parcours des Bleues en éliminatoire de la Coupe du monde 2011 qui s'est conclu le mercredi 25 août 2010 par une victoire 7-0 sur la Serbie, devant une moyenne de 670 000 téléspectateurs sur la chaîne Direct 8.
Depuis 2014, la chaîne Eurosport a programmé une émission sur le foot féminin : Femmes 2 foot, dans laquelle sont invitées des joueuses du Championnat de France.
En 2015, la chaîne W9 diffuse des rencontres de la Coupe du monde féminine de football 2015, se déroulant au Canada et à laquelle participe l'équipe de France ; à cette occasion, elle enregistre les meilleurs chiffres d'audience de son histoire, battant au passage le record d'audience pour une chaîne de la télévision numérique terrestre en France (record qui était détenue par TMC avec la demi-finale de la coupe du monde de handball avec 3,3 millions de téléspectateurs). La chaîne réunit en effet 4,12 millions de téléspectateurs, soit 26,2% du public, grâce au quart de finale Allemagne - France (avec un pic à 5,3 millions de téléspectateurs à 23h30) devenant, ce soir-là, la 2e chaîne la plus regardée en France.
Les audiences lors de la Coupe du monde 2019, jouée en France, sont sans commune mesure avec les précédentes : chaque match de poule des Bleues a rassemblé environ 10 millions de téléspectateurs (10,6 pour le match d'ouverture contre la Corée du Sud, 10,4 pour le match contre la Norvège, et 9,6 pour celui contre le Nigeria). Les matchs à élimination directe ont quant à eux attiré près de 12 millions de téléspectateurs : 11,9 pour le huitième de finale contre le Brésil, et 11,8 pour le quart de finale face aux États-Unis. Ce match a enregistré un pic à 13,4 millions lors de la deuxième période, TF1 réalisant à l'occasion 51% de part d'audience.

### Records d'affluence
Le record d'affluence des Bleues est longtemps resté celui établi lors du match France-Angleterre (1-0), avec 23 680 spectateurs présents au stade Geoffroy-Guichard à Saint-Étienne, le 16 novembre 2002.
Ce record tient jusqu'au 3 juin 2016 lorsque l'équipe de France féminine réunit 24 835 spectateurs et bat ainsi un nouveau record d'affluence pour un match organisé en France, lors de sa rencontre qualificative à l'Euro 2017 contre la Grèce, au Roazhon Park à Rennes.
Lors du match d'ouverture de la Coupe du monde 2019 en France, le 7 juin 2019 face à la Corée du Sud, l'équipe de France prend une nouvelle dimension en pulvérisant son record d'affluence, avec 45 261 spectateurs présents ce soir-là au Parc des Princes à Paris. Le record est porté à 45 595 spectateurs, lors du quart de finale contre les États-Unis, toujours au Parc des Princes.
Le record absolu pour un match des Bleues est de 45 867 spectateurs, au Borussia-Park de Mönchengladbach, lors d'un match de poule de la coupe du monde 2011 contre l'Allemagne.

## Autres sélections féminines

### Moins de23 ans(ex-Équipe B)
L'équipe B est la réserve de l'Équipe de France A, la sélection est constituée avec les meilleures joueuses de la sélection Universitaire,.
En 2017, l'équipe termine troisième de l'Istria Cup en Croatie.
En 2018, l'équipe remporte l'Alanya Cup en Turquie,.

### Moins de20 ans
L'équipe de France U20 Féminine dispute sa première coupe du monde en 2002 au Canada. Son meilleur résultat dans cette compétition est en 2016 lorsque l'équipe devient vice-championne du monde en Papouasie-Nouvelle-Guinée. Elle termine également dans le dernier carré en 2014 au Canada (troisième place) et en 2008 au Chili et 2018 en France (quatrième place).

### Moins de19 ans
L'équipe de France des moins de 19 ans dispute le Championnat d'Europe U19. Elle devient championne d'Europe à cinq reprises, en 2003 en Allemagne, en 2010 en Macédoine, en 2013 au Pays de Galles, en 2016 en Slovaquie et enfin en 2019 en Ecosse,.
Elle est également 3 fois vice-championne d'Europe, en 2002 en Suède, en 2005 en Hongrie et en 2006 en Suisse. Et aussi 3 fois demi-finaliste, en 2015 en Israël, en 2009 en Biélorussie et en 2007 en Islande.

### Moins de18 ans
L'équipe des moins de 18 ans disputait l'Euro U18 avant sa réforme en 2002. Ainsi en 1998, l'équipe est vice-championne d'Europe (organisé au Danemark et en France) et en 2000, l'équipe est quatrième du championnat d'Europe en France.

### Moins de17 ans
L'équipe de France U17 dispute de nombreuses compétitions telles que la Coupe du monde ou l'Euro. Ainsi en 2012, l'équipe remporte la Coupe du monde en Azerbaïdjan. Et en 2023, l'équipe remporte l'Euro en Estonie.
L'équipe U17 a également remporté la Nordic Cup en 2007 et s'est classé troisième du Festival olympique de la jeunesse européenne à Paris en 2003.

### Moins de16 ans
En 2011, l'équipe remporte la Nordic Cup.

### Autres sélections nationales
La sélection militaire féminine remporte en 2016 la première coupe du monde militaire et le remporte à nouveau en 2022,.
Elle a également remporté en 2014 le championnat d'Europe militaire.
La sélection universitaire remporte en 2015 l'Universiades féminines en Corée du Sud,.
Enfin, la sélection scolaire féminine remporte elle le championnat du monde scolaire en 2014.